# Civicum
Civicum (Civicum Mixed Hockey Club) is een Nederlandse hockeyclub uit Cuijk. De club werd opgericht in 1966.
De club is opgericht door inwoners van Cuijk die reeds elders hockeyden. De naam Civicum is afgeleid van de aanduiding voor het oude Romeinse Castellum dat de voorloper was van het huidige Cuijk. Inmiddels is duidelijk geworden dat de club dan eigenlijk Ceuclum had moeten heten. De clubkleuren zijn rood en groen.
De representatieve teams van Civicum, Heren 1 komt uit in de 3e klasse & Dames 1 komt uit in de 1ste klasse. (Seizoen 2019-2020).